# Кочетов, Валерий Сергеевич
Валерий Сергеевич Кочетов (род. 2 января 1947, г. Теберда, Карачаево-Черкесия) — российский учёный в области оптимизации конструкций машин и аппаратов перерабатывающей промышленности, член-корреспондент РАСХН (1995), член-корреспондент РАН (2014).

## Биография
Окончил Московское высшее техническое училище им. Н. Э. Баумана (1970).
- 1970—1980 ассистент, доцент Всесоюзного заочного института пищевой промышленности.
- 1980—1987 заведующий кафедрой гидравлических машин, процессов и аппаратов Ставропольского политехнического института.
- 1987—1994 директор Центрального НИИ информации и технико-экономических исследований Минхлебопродуктов СССР.
- 1994—1996 начальник отдела РАСХН.
- 1996—1998 директор Департамента науки и научно-технического прогресса Министерства сельского хозяйства и продовольствия РФ.
- 1998—1999 директор Всероссийского НИИ зерна и продуктов его переработки.
- с 1999 г. — консультант по Еврозоне Нового института инновационных технологий.

Доктор технических наук (1990), профессор (1992), член-корреспондент РАСХН (1995), член-корреспондент РАН (2014).
Научные исследования посвящены созданию приборов нового типа для контроля качества сырья и пищевых продуктов.
Получил 12 авторских свидетельств на изобретения.
Публикации:
- Избранные задачи реологии тиксотропных пищевых продуктов. — М.: Хлебпродинформ, 1994. — 371 с.
- Электрофизические и реологические методы контроля параметров хранения и качества зерна / соавт. Д. А. Кривоносов. — М.: АМБ-агро, 1999. — 261 с.